# Galtrup Sogn
Galtrup Sogn er et sogn i Morsø Provsti (Aalborg Stift).
I 1800-tallet var Øster Jølby Sogn anneks til Galtrup Sogn. Begge sogne hørte til Morsø Nørre Herred i Thisted Amt. Galtrup-Øster Jølby sognekommune blev ved kommunalreformen i 1970 indlemmet i Morsø Kommune.
I Galtrup Sogn ligger Galtrup Kirke.
I sognet findes følgende autoriserede stednavne:
- Galtrup (bebyggelse, ejerlav)
- Tinghøj (areal)
- Tøving (bebyggelse, ejerlav)
- Ullerup (ejerlav, landbrugsejendom)